# Rafael Mas Hernández
Rafael Mas Hernández (Barcelona, 1950 - 23 de enero de 2003) fue un geógrafo español, destacado por sus estudios urbanos.

## Biografía
Cursó sus estudios en la Universidad de Madrid, donde se licenció en 1972, ocupando inmediatamente plaza de profesor en la Universidad Autónoma. Se doctoró en 1977, preparándose en el Instituto de Geografía Juan Sebastián Elcano, con una tesis sobre el Ensanche de Madrid. Obtuvo la plaza de profesor titular en 1985, y la Cátedra de Análisis Geográfico Regional más tarde. En honor a su trabajo y sus aportaciones, la Cartoteca de la Biblioteca y Archivo de la UAM lleva su nombre.
Su trabajó se centró en varios aspectos relacionados con el desarrollo urbano de Madrid y su entorno, tanto a nivel de modelos, planes de actuación e impacto social, como sobre la interdependencia entre la propiedad del suelo y las posibilidades de desarrollo urbano futuro. Fue el primer geógrafo que estudió en profundidad el modelo urbano que surge en el Madrid que se desarrolla en la revolución industrial del siglo XIX, indicando por vez primera los factores positivos y negativos del mismo. También destacaron sus análisis en el modelo territorial de la capital de España en la posguerra. Participó activamente en los Programas de Actuación Integral los barrios madrileños de Argüelles, Chamberí, Salamanca y Retiro.
Su actividad, aunque en origen centrada en Madrid, se extendió también a la colaboración con otras sociedades geográficas españolas (Barcelona), europeas y, sobre todo, en proyectos en Latinoamérica, singularmente en México, D. F. El trabajo en América permitió la elaboración de diversas líneas de investigación sobre la geografía urbana de la zona, el impacto de la liberalización y el desarrollo rural.
Era miembro del Centro de Cultura Contemporánea de Barcelona y del comité de redacción de la revista Historia Urbana (Universidad Politécnica de Valencia), fundada en 1997, así como colaborador habitual en las revistas científicas sobre geografía y urbanismo más prestigiosas. Muchos de sus trabajos los realizó junto a se esposa, reputada geógrafa también, Dolores Brandis García.

## Proyectos de investigación bajo su dirección

### Madrid
- Inventario del patrimonio arquitectónico de interés histórico-artístico de la provincia de Madrid (1979)
- Equipos universitarios de implantación peri-urbana; problemas de localización y comunicaciones: el caso de la Universidad Autónoma de Madrid (1985)
- Estudio técnico para el Atlas Básico de la Comunidad de Madrid (1991)
- Los parques urbanos en la Comunidad de Madrid (2001)
- La reconversión de suelo militar de Madrid y su reutilización en los últimos veinticinco años (2002)

### Otros
- Geografía de Iberoamérica (1990)
- Campo y ciudad ante la crisis reciente de América Latina (1992/1995)
- Estudios rurales y urbanos en América Latina: transformaciones recientes ante las políticas de ajuste y liberalización (1999)
- Atlas histórico de las ciudades europeas

## Obras en la red
- Periferias urbanas y nuevas formas espaciales, Biblioteca Virtual Miguel de Cervantes.
- La reconversión del espacio militar en Madrid: su reutilización en los últimos veinticinco años, junto a Dolores Brandis, Elías Canosa, Manuel Mollá, Isabel Rodríguez y Ester Sáez, CIUDAD Y TERRITORIO Estudios Territoriales, XXXVII (144) 2005.
- Guía bibliográfica de las reseñas de estudios geográficos de los barrios y distritos de Madrid, Biblioteca Regional de Madrid Joaquín Leguina.